# Gabriela Horáčková
Gabriela Horáčková (* 4. Juni 1991) ist eine tschechische Tennisspielerin.

## Karriere
Horáčková begann mit zehn Jahren das Tennisspielen und bevorzugt Sandplätze. Sie spielt bislang vor allem Turnier der ITF Women’s World Tennis Tour, wo sie bislang einen Titel im Einzel und drei im Doppel gewinnen konnte.

## Turniersiege

### Einzel
| Nr. | Datum        | Turnier | Kategorie   | Belag | Finalgegnerin   | Ergebnis |
| --- | ------------ | ------- | ----------- | ----- | --------------- | -------- |
| 1.  | 3. Juni 2018 | Niš     | ITF $15.000 | Sand  | Timea Jarušková | 7:5, 6:3 |

### Doppel
| Nr. | Datum            | Turnier | Kategorie   | Belag | Partnerin          | Finalgegnerinnen                   | Ergebnis           |
| --- | ---------------- | ------- | ----------- | ----- | ------------------ | ---------------------------------- | ------------------ |
| 1.  | 4. November 2017 | Antalya | ITF $15.000 | Sand  | Cemre Anıl         | Paulina Bakaite Melis Sezer        | 3:6, 6:4, [10:8]   |
| 2.  | 29. Juni 2018    | Verbier | ITF $15.000 | Sand  | Nina Stadler       | Martina Caregaro Federica Di Sarra | 7:65, 63:7, [10:7] |
| 3.  | 19. Mai 2019     | Tabarka | ITF W15     | Sand  | Ángela Fita Boluda | Verena Hofer Irene Lavino          | 6:2, 6:3           |